# Abbazia di Chiaravalle di Fiastra
L'abbazia di Fiastra sorge nella bassa Valle del Fiastra (da cui il nome) in prossimità dell'omonimo fiume, nel territorio dei comuni di Tolentino e Urbisaglia e rappresenta il più importante edificio monastico delle Marche. Di uno stile di transizione dal romanico al gotico rispecchia in pieno l'influsso cistercense di sapore lombardo.

## Storia

### Fondazione e sviluppo
Già nel 971 sembra sorgesse sul luogo una chiesetta. Il vasto territorio, compreso tra il fiume Chienti e il Fiastra, fu donato nel 1142 dal signore del luogo, il duca di Spoleto Guarniero II, all'abate Bruno, guida dei monaci cistercensi, e ad un gruppo di dodici monaci, per lo più francesi e provenienti dall'Abbazia di Chiaravalle di Milano, affinché vi edificassero un complesso abbaziale.
Già alla fine dello stesso anno arrivarono i monaci che subito iniziarono la costruzione dell'Abbazia, impiegando materiale proveniente dai resti della vicina città romana di Urbs Salvia, distrutta dai Visigoti di Alarico nel 408-409, e allo stesso tempo iniziarono una lunga opera di bonifica del boscoso territorio, allora paludoso e infestato da belve feroci.
Naturalmente il luogo doveva essere ricco di acqua, necessaria non solo alla vita e all'igiene dei monaci, ma anche alle loro attività produttive: l'acqua serviva per muovere le ruote dei mulini e delle macchine, e per irrigare i terreni.

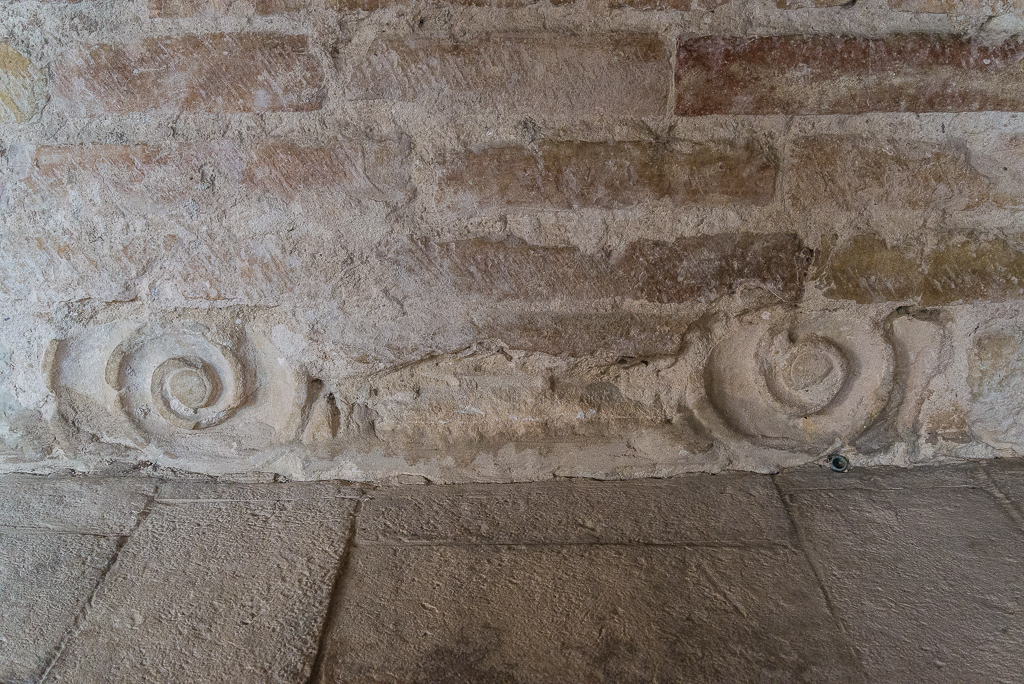
Particolare di un capitello recuperato da Urbs Salvia

La valle del Fiastra appariva appunto solitaria e paludosa, perciò i monaci con grande spirito di sacrificio e con i pochi mezzi di cui disponevano cominciarono a bonificare e a coltivare le terre, ad arginare il fiume e naturalmente a costruire la nuova chiesa, dedicata alla Madonna Annunziata. Avendo difficoltà a trovare materiale edilizio, lo trassero dalle vicine rovine della città romana di Urbs Salvia. I lavori di costruzione furono diretti da architetti francesi, che seguirono il modello dell'architettura romanico-borgognona, e durarono circa cinquant'anni. Una volta ultimata, l'abbazia ebbe rapido sviluppo, divenendo una delle più importanti delle Marche, a sua volta "madre" di altre abbazie, come è testimoniato dalle 3197 pergamene, conosciute come carte fiastrensi.
Dopo una successiva donazione i monaci si trasferirono nella valle del Fiastra, dove fondarono una nuova Chiaravalle. Il luogo appariva idoneo alle loro esigenze, poiché essi cercavano la solitudine, per isolarsi dagli uomini e dal mondo e dedicarsi ad una vita di preghiera e di lavoro (ora et labora). I monaci preferivano insediarsi in valli malsane e palustri o ricoperte di foreste per poterle trasformare in campagne fertili e produttive. I monaci cistercensi organizzarono il territorio agricolo dell'abbazia in sei grange (aziende agricole cistercensi), e grazie alla loro abilità organizzativa, agricola e artigianale, insieme a quella dei fratelli conversi, le grange diventano veri e propri centri economici, fiorenti ed autonomi.
Oltre al consenso spirituale sempre crescente dei fedeli, il monastero acquisisce e consolida notevoli ricchezze e potere. In breve tempo, infatti, l'abbazia divenne così potente da irradiarsi attraverso le sue sei fattorie in un vasto territorio e così allargando sempre più la propria giurisdizione. Nel XIII secolo l'abbazia giunge all'apice del successo, con la presenza di circa 200 monaci. Arrivando a controllare fino a 33 tra chiese e monasteri e occupando ormai gran parte del territorio maceretese fino ad arrivare a Numana; i cistercensi di Fiastra fanno la loro comparsa sui mercati locali iniziando a primeggiare anche in altre attività come quella marittima, mercantile, creditizia e culturale, legata quest'ultima alla vita dello Scriptorium. La sua storia è testimoniata e documentata delle 3194 pergamene delle "Carte Fiastrensi", conservate presso l'Archivio di Stato di Roma.

### Il declino
Dal XIV al XV secolo il monastero si avvia verso un lento ma inesorabile declino, causato da una serie di eventi disastrosi quali il saccheggio della Società di S. Giorgio di Giovanni Acuto del 1381, ed il successivo e ben più devastante del 1422 per mano di Braccio da Montone e delle sue truppe, che abbatté la copertura a volte della chiesa, la torre nolare, ed uccise numerosi religiosi. Nel 1456 l'abbazia viene sottoposta al regime commendatario di Rodrigo Borgia (futuro Alessandro VI), per giungere al collasso definitivo sotto la guida alquanto dubbia dell'ultimo abate commendatario, il cardinale Sforza.
Nel 1581, il papa, cede il monastero e tutti i suoi possedimenti al Collegio Romano della Compagnia di Gesù. Nel 1613 Fiastra entra a far parte della Congregazione Cistercense Romana e, dietro disposizione di Papa Urbano VIII, furono invitati a Roma i pochi cistercensi rimasti nell'abbazia. Nel 1773 la Compagnia di Gesù venne soppressa ed il monastero con tutti i suoi beni, fu ceduto in enfiteusi perpetua ai marchesi Bandini di Camerino.
Dopo la morte del Duca Sigismondo Giustiniani-Bandini, avvenuta nel 1918, l'abbazia e tutto ciò che le appartiene passa in eredità alla Fondazione Giustiniani-Bandini, che il 18 giugno 1984, con la Regione Marche, ha istituito la Riserva naturale dell'Abbadia di Fiastra. La riserva viene riconosciuta dallo Stato Italiano il 10 dicembre 1985 e nel febbraio del 1987 è posta anche sotto l'egida del WWF Italia.

### Il ritorno dei monaci
Come ricorda una lapide all'interno della chiesa abbaziale, i Monaci Cistercensi sono ritornati all'Abbazia di Chiaravalle di Fiastra, sempre dall'Abbazia di Chiaravalle di Milano, il 21 marzo 1985.
La comunità cistercense ha occupato una parte dell'antico monastero, vivendo come una volta in osservanza della Regola di San Benedetto. La comunità cistercense ha lasciato l'Abbazia nel giugno del 2018 per fare ritorno alla casa madre di Milano.

## Architettura

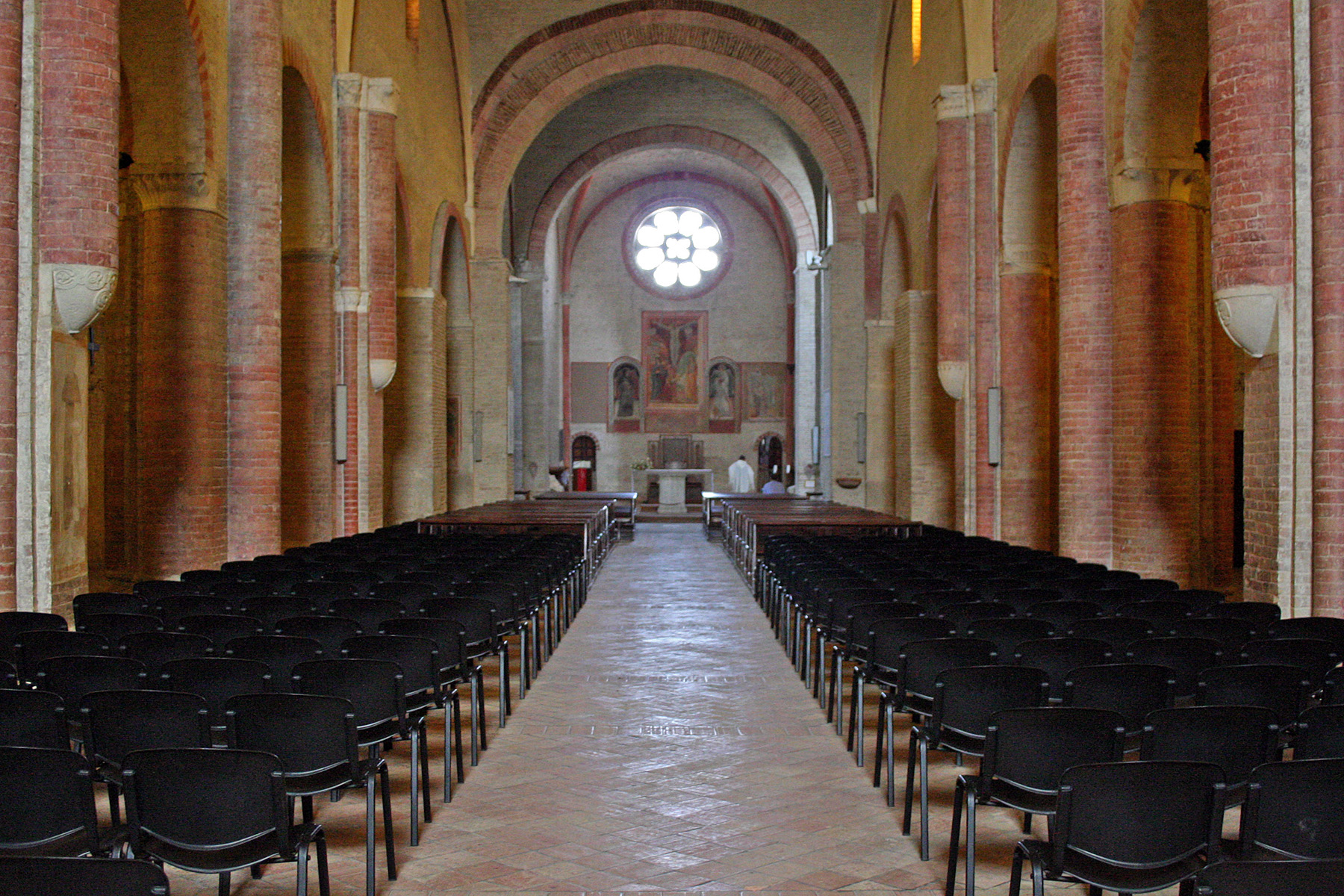
Veduta dell'interno della chiesa

Per la costruzione dell'abbazia si ricorse ad architetti-monaci francesi che si avvalsero di stilemi tipici dell'architettura cistercense, in uno stile di transizione dal Romanico al Gotico. Chiaravalle di Fiastra rientra nel gruppo padano delle abbazie cistercensi, ben visibile da quella struttura architettonica e dall'uso del mattone nel paramento murario che caratterizza le costruzioni lombardo-emiliane e di cui i cistercensi si fecero promotori nelle Marche. La pianta dell'abbazia, invece, è di derivazione borgognona e si caratterizza da un complesso quadrilatero dove si iscrivono monastero e chiesa; quest'ultima a tre navate, otto campate, il transetto sporgente, e improntata sull'"Asse del Sole", con ingresso a ovest e abside piatta a est.

### Stile
San Bernardo di Chiaravalle esigeva che ogni monaco vivesse in povertà e austerità, ma che gli ambienti destinati alla vita collettiva fossero solenni e maestosi, privi però di ornamenti superflui e ridondanti, affinché l'arte avesse una finalità ascetica e fosse, quindi, strumento di concentrazione e di elevazione spirituale. Lo stile romanico - borgognone è perciò caratterizzato da linee semplici, da archi e pilastri poderosi, che riflettono lo spirito umile e forte del monaco. 
Nelle chiese cistercensi compaiono elementi che preannunciano lo stile gotico: gli archi ad ogiva e le volte a vela sostenute da pilastri. Tuttavia questi edifici non hanno lo slancio ascensionale tipico dell'arte gotica e, mancando gli archi rampanti, il peso delle volte si scarica sulle pareti, ancora molto massicce, per cui nel complesso l'impianto delle costruzioni risulta prevalentemente romanico.
All'interno la mancanza di elementi decorativi, di sculture e dipinti non rende l'ambiente tetro e dimesso, perché l'equilibrio delle proporzioni e l'uso sapiente della luce producono un effetto armonioso di semplicità e di bellezza insieme, contribuendo a creare un'atmosfera di profondo misticismo.
I Cistercensi, nel realizzare i loro ambienti e strutture, tennero presenti non solo le esigenze di funzionalità ma soprattutto i significati simbolici. Si osservino, ad esempio, il rosone est dell'abside e le dodici colonne della chiesa. La collocazione del rosone ad oriente sta a significare Cristo, luce che sorge e illumina le genti; gli otto petali di cui è costituito ricordano il giorno ottavo (il giorno del Signore che non ha tramonto), ovvero il compimento finale in Cristo del disegno divino di salvezza. Le dodici colonne, che sostengono la chiesa abbaziale e delimitano le tre navate, simboleggiano i dodici apostoli, fondamento e sostegno della fede della Chiesa.
L'esterno della chiesa si presenta maestoso, poiché i monaci pensavano che essa dovesse essere un inno di lode e gratitudine a Dio. La facciata, in cotto rossiccio secondo l'uso lombardo, è semplice ma arricchita da un rosone, portale e da un motivo di archetti ciechi che si intrecciano tra loro. La parte superiore è alleggerita dalla struttura a salienti.
Alla facciata originaria più semplice e slanciata fu aggiunto nel XV secolo un nartece a tre campate, illuminato da quattro eleganti trifore e ornato da un bel portale in marmo grigio. Attualmente, dopo l'esecuzione dei lavori di restauro, si accede ad esso attraverso tre gradini come in origine. Un'alta torre, chiamata tiburio, si elevava all'incrocio della navata centrale con il transetto; da qui le corde delle campane scendevano nell'interno della chiesa per permettere al monaco di suonarle senza interrompere la preghiera. 
Ogni abbazia aveva un campanaro che durante la notte dava la sveglia per la recita dell'Ufficio Divino e durante il giorno avvisava i monaci e i conversi, al lavoro nei campi, di interrompere la loro attività per pregare. Anche per avvertire di un pericolo e per chiamare tutti a raccolta si usava come segnale il suono delle campane.

### Struttura

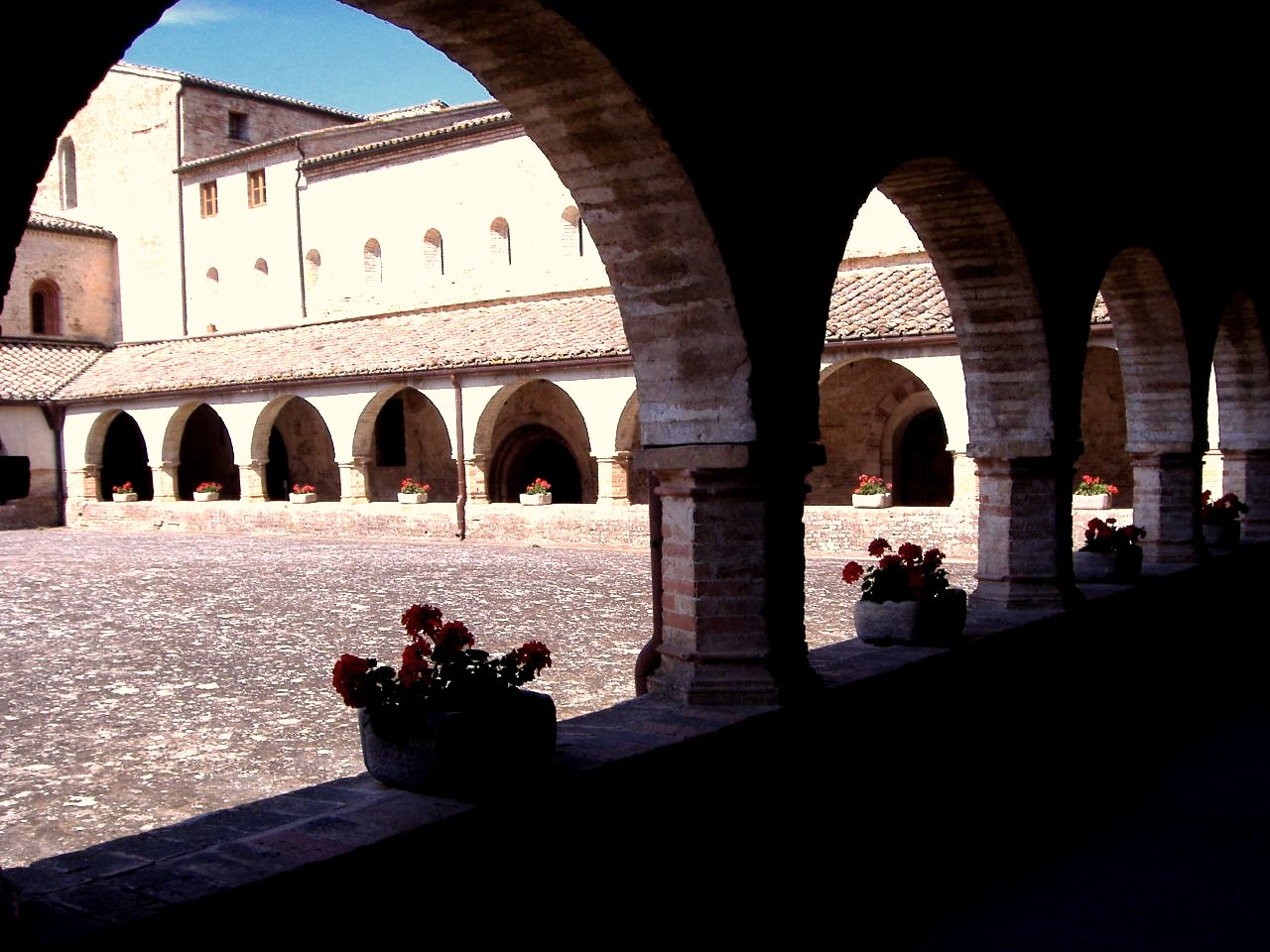
Vista del chiostro

La struttura del monastero vuol raffigurare simbolicamente la Gerusalemme Celeste, "città quadrata e misurata", così come il libro dell'Apocalisse di Giovanni' la descrive. Gli ambienti si distribuiscono intorno al chiostro per rispondere ad un'esigenza funzionale e simbolica.
La chiesa si trova a nord, in direzione della Stella Polare, centro e perno della volta celeste: unica stella non sottoposta a movimento, simbolo di Dio eterno e immutabile.
La chiesa come la sala capitolare è rivolta verso oriente, il punto dove sorge la luce, simbolo di Cristo risorto. Per questo nella sala capitolare il seggio dell'abate è posto ad oriente, perché la sua parola sia come luce nel cuore dei monaci.
Il refettorio si trova a mezzogiorno: è il luogo dove i monaci si recano per nutrire il corpo con il cibo e lo spirito con la Parola di Dio, così come il Sole a mezzogiorno, nella sua massima potenza e luminosità, nutre e riscalda tutta la terra.
I dormitori sono collocati ad occidente, dove il sole tramonta per riposare e ritemprarsi.
Il chiostro è un "chiuso universo" (hortus conclusus): un giardino quadrato, simbolo della verginità e purezza di Maria, grembo che accoglie la vita e la luce che è Cristo. Tale luce si diffonde nel porticato illuminando gli ambienti e i monaci stessi. L'alternanza di luminosità e oscurità riflette lo stato dell'anima del monaco: peccatore (ombra), amato da Cristo (luce), donato da sua Madre (orto) all'umanità.

## La chiesa
Dedicata a Santa Maria, la chiesa è una monumentale costruzione regolata dalle severe forme cistercensi e dalle dimensioni imponenti: 72 metri di lunghezza, 20 di larghezza, 25 di altezza.
Venne costruita, a pianta a croce latina, a partire dall'abside, consacrata già nel 1170, a terminazione piatta aperta da un rosone (con due monofore ora murate); e terminata con la facciata verso il 1200.
I fianchi della chiesa sono caratterizzati da monofore strombate mentre la fascia sottogronda della navata centrale è decorata di archetti pensili intrecciati di chiaro influsso lombardo.

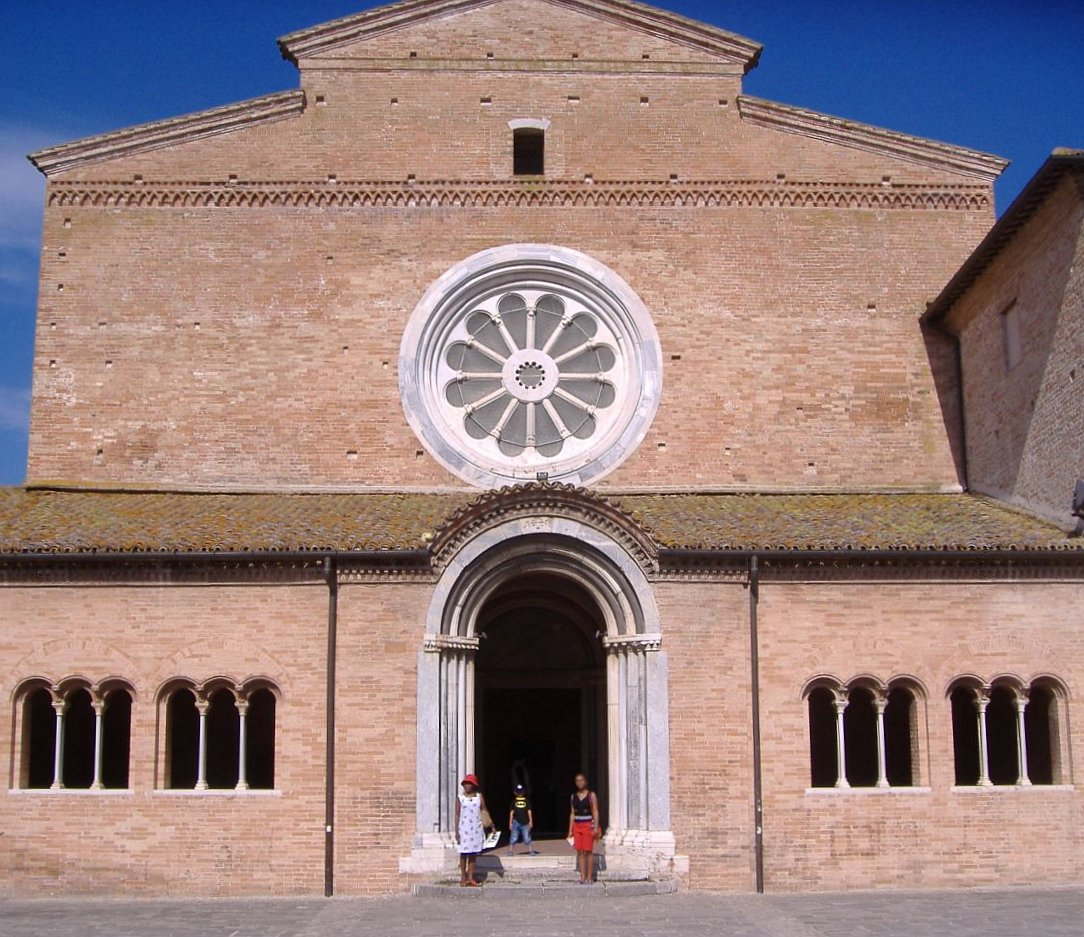
Facciata della chiesa

Il prospetto occidentale, a doppio spiovente, è incentrato sul rosone ed è preceduto da un portico a tre campate voltate aperto da coppie di trifore e da un portale in marmo a strombo multiplo. Dall'atrio, tramite un portale a fascio la cui decorazione è costituita dal contrasto cromatico dei materiali, si accede alla chiesa. L'interno, solenne, è tutto giocato sul ritmarsi di pilastri dalle forme e masse diverse. Diviso a tre navate e spartito in otto campate da semplici pilastri (le due coppie verso l'abside a sorreggere la torre nolare) e da pilastri polistili studiati per sostenere le volte. Si possono distinguere due tipi di pilastri: quelli "forti" a reggere la forza di ricaduta delle volte; e quelli "deboli", costituiti da semicolonne poste verso la navata centrale addossate ai pilastri forti a sorreggere la spinta degli arconi trasversali e terminanti con mensole sospese, secondo la più tipica tradizione cistercense. Altre semicolonne, addossate ai pilastri deboli, partono invece da terra e terminano poco sopra gli archi dalla funzione statica di contenimento della spinta delle volte delle navatelle laterali. La luce filtra attraverso 16 monofore e due rosoni contrapposti, uno sulla facciata, l'altro sul muro di fondo del presbiterio.
La decorazione scultorea è molto semplice e concentrata nella parte occidentale, risalente ad un'epoca più recente (XIV secolo), e costituita dai capitelli dalla decorazione a motivi vegetali.
Tutte le coperture a volta dell'edificio e anche la torre che sorgeva sul presbiterio, andarono distrutte nel 1422 durante il saccheggio di Braccio da Montone. Nel 1473, per opera del cardinale commendatario Latino di Carlo Orsini, fu rifatta parte della copertura della chiesa, le volte vennero ricostruite solo parzialmente (presbiterio e prima campata), mentre per il resto dell'edificio si adottò una copertura a capriate lignee e vennero commissionati degli affreschi al pittore Pierpalma da Fermo.

### Facciata
Si accede alla chiesa attraverso un elegante portale in marmo policromo, impreziosito da tre pilastri e tre colonne che sostengono archi a tutto sesto e da architravi con capitelli a fogliame accartocciato o a motivi floreali. La bellezza del portale risponde all'esigenza dei monaci di dare alla casa di Dio un ingresso solenne.
La facciata della chiesa è arricchita da un rosone in pietra a cerchio lobato, da cui partono dodici colonnine, ornate da capitelli a grosse foglie, che formano arcatine a tutto sesto. Un altro rosone abbellisce l'abside. Queste ampie finestre rotonde, insieme alle piccole monofore a feritoia situate nei muri laterali, illuminavano le vaste e buie chiese cistercensi. I rosoni, con la loro forma circolare, simboleggiano la bellezza della creazione e la perfezione del cosmo e, al tempo stesso, il mistero di Dio-luce, fonte di vita, e il mistero di Cristo-sole, salvezza e giustizia per le genti. Le finestre sono più larghe nella parte rivolta all'interno e più strette in quella che guarda l'esterno, perché la luce (simbolo della Rivelazione Divina) penetra nella chiesa (simbolo dell'interiorità dell'uomo) attraverso strette aperture, ma subito si diffonde nell'esperienza della contemplazione.

### Interno

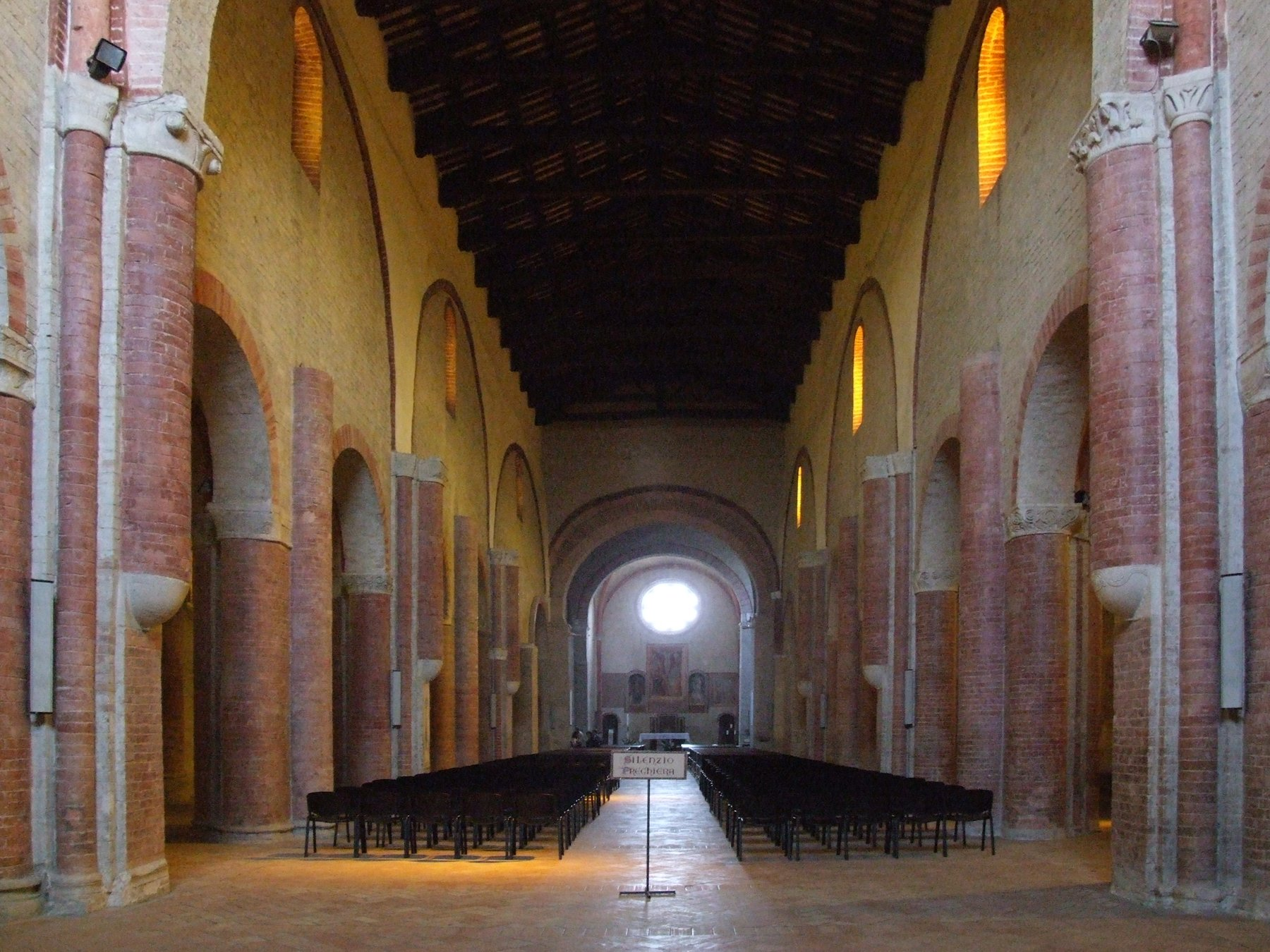
L'interno.

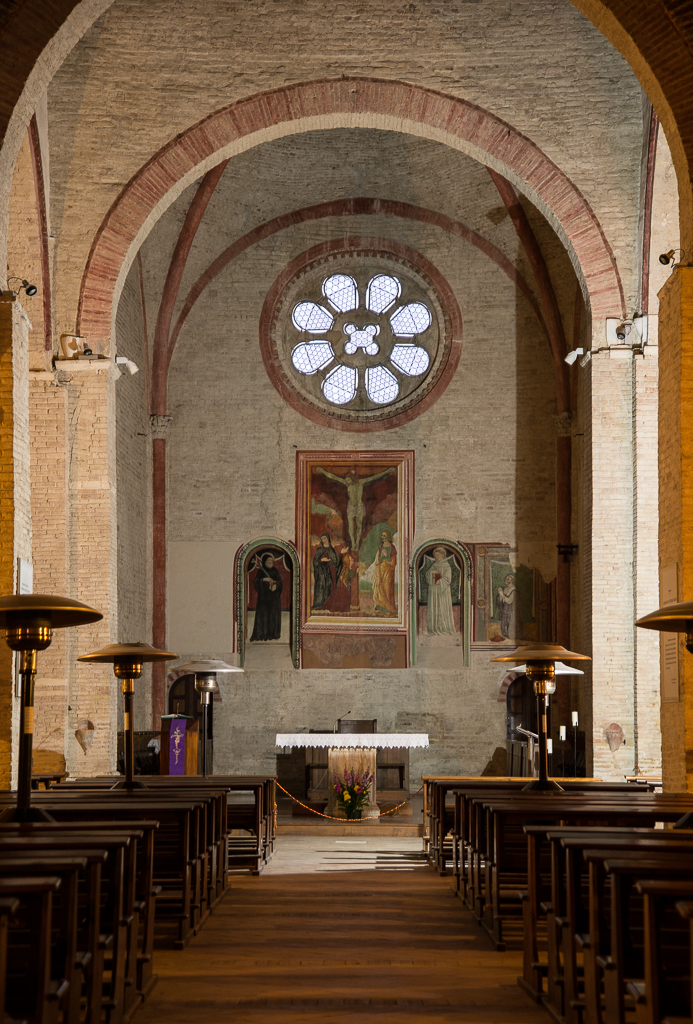
Interno della chiesa

L'interno della chiesa è molto suggestivo: la disposizione degli archi che scandiscono lo spazio, la luce che penetra dai rosoni e dalle monofore, la mancanza di ornamenti suscitano un'impressione di semplicità e di armonia.
Essendo la chiesa rivolta ad oriente, i primi raggi del sole, penetrando attraverso il rosone dell'abside, illuminavano i monaci intenti al canto mattutino; inoltre la disposizione degli altari ai lati del presbiterio era tale che il monaco celebrante la messa avesse il sole di fronte.
La chiesa è a croce latina, a tre navate di cui quella centrale, a travatura scoperta, sovrasta le due laterali in cui sono ancora presenti le antiche volte a crociera. Le navate sono divise da otto grossi pilastri, quattro per parte, sormontati da capitelli romanici scolpiti con abile maestria dai monaci stessi.
Altrettanti pilastri minori sorreggono gli archi delle navate laterali. Si notano due caratteristiche tipiche delle chiese cistercensi: nei pilastri maggiori le semicolonne non giungono fino al pavimento, ma poggiano su mensole (peducci) di pietra a forma di cono rovesciato; in secondo luogo nei pilastri intermedi le semicolonne sono mozzate e prive di capitelli all'altezza di nove metri.
Come base dell'attuale altare maggiore è stata utilizzata un'ara pagana proveniente dalla vicina Urbs Salvia: si tratta di un grosso blocco cubico di marmo, collocato in passato all'ingresso della chiesa e usato come acquasantiera. In una facciata vi è scolpita una croce racchiusa da raggi solari, che testimonia forse la presenza dei Templari a servizio della foresteria dell'abbazia. Nel braccio sinistro del transetto si apriva una porta che conduceva al cimitero dei monaci, mentre dal braccio destro si passava alla sagrestia ed infine un'altra grande porta di pietra conduceva ai dormitori dei monaci.

### Capitelli

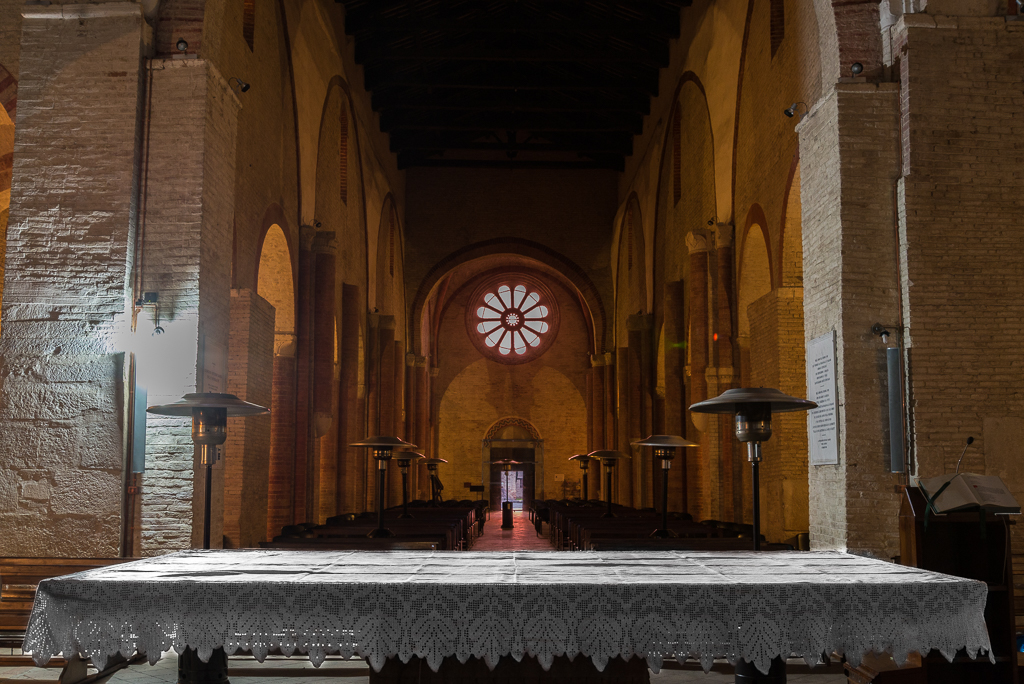

I capitelli dei pilastri, ancora romanici, differiscono per forma e motivi decorativi, caratterizzati in prevalenza da soggetti floreali ed agresti, in quanto i Cistercensi si dedicavano particolarmente all'agricoltura; non vi compaiono invece figure umane. Tra tutti appare degno di rilievo per la sua particolarità un capitello raffigurante un pesce, antico simbolo del mistero di Cristo e della confessione di fede.
Nella navata centrale si notano capitelli particolarmente interessanti per la storia dell'abbazia: in alcuni è rappresentato, insieme ad altri motivi e figure, il giglio di Francia che ricorda lo stemma della Borgogna, e quindi l'Abbazia di Clairvaux; in un altro è scolpita una cicogna che riproduce lo stemma dell'Abbazia di Chiaravalle di Milano, di cui quella di Fiastra è una filiazione; infine un capitello è decorato con l'immagine di un drago che divora un serpente, come nello stemma del duca di Spoleto, mecenate dell'abbazia.

## Il monastero

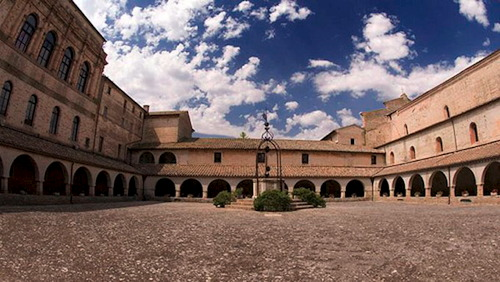
Il chiostro

Sul lato meridionale della chiesa si apre il monastero, realizzato anch'esso secondo gli schemi cistercensi, e incentrato sul vasto chiostro.
Il chiostro venne ricostruito nel XV secolo, quando l'abbazia entrò in commenda. Conserva al centro il pozzo che si apre su una cisterna per la raccolta di acqua piovana. ed è incorniciato da una serie di edifici che completavano la struttura monastica: sala del capitolo, auditorium, scriptorium, dormitorio (sostituito in parte dal Palazzo Bandini), Sala delle oliere, Refettorio dei conversi e il Cellarium.

### Il chiostro

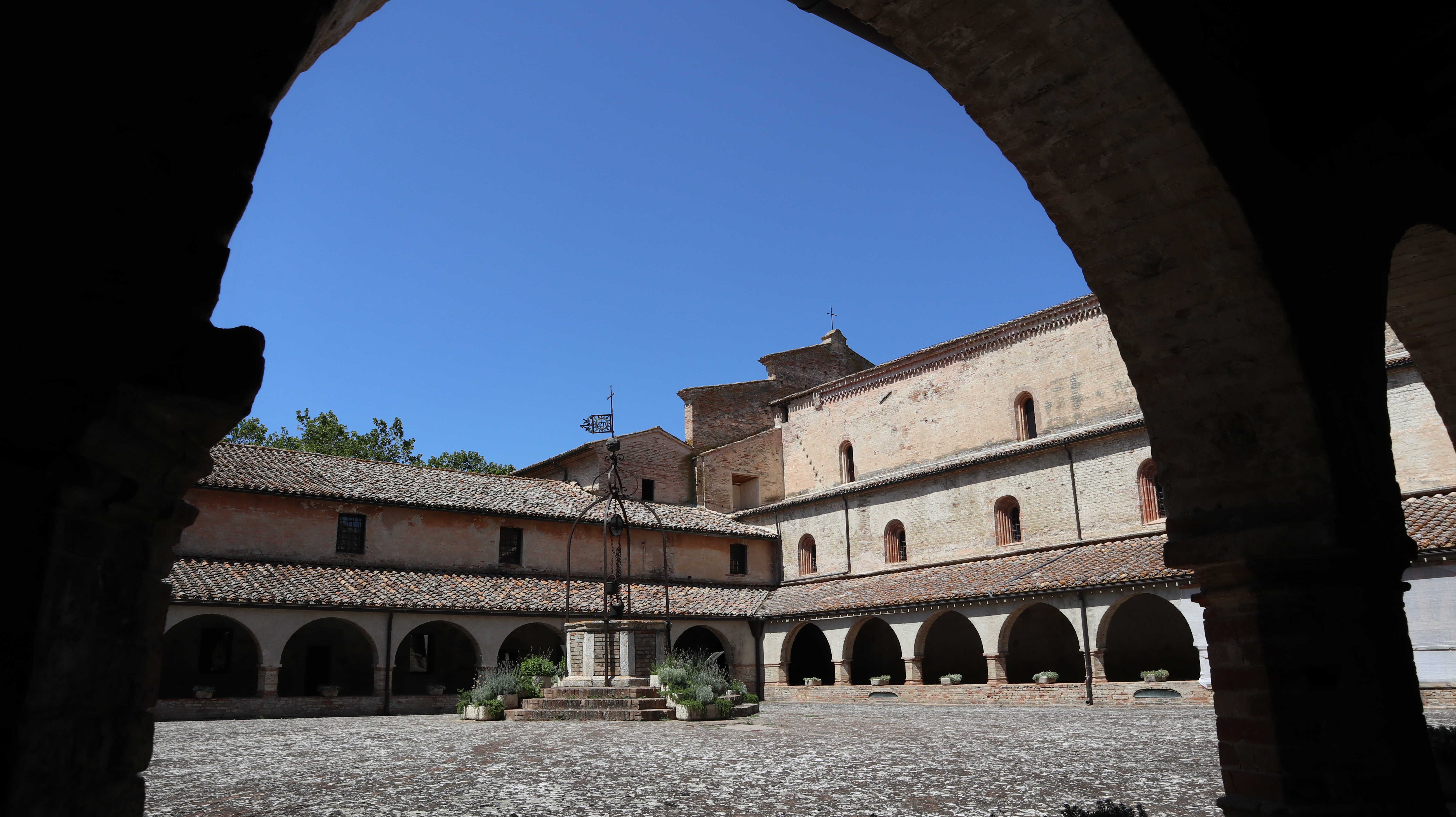
Vista del chiostro

Il chiostro è il centro vitale dell'abbazia: i monaci vi meditavano passeggiando o sedevano sotto gli archi, leggendo i Sacri Testi; è il luogo di convergenza e di movimento da un ambiente all'altro del monastero, ma soprattutto costituisce lo "spazio" e il "tempo" necessari al monaco per passare, anche interiormente, da un'attività all'altra.

### Il refettorio
Il refettorio aveva per i monaci quasi un carattere sacro, sia perché il pasto in comune simboleggiava la comunione di vita e la condivisione, uno degli aspetti della carità fraterna, sia perché in esso erano letti i Sacri Testi che accompagnavano il pasto frugale dei monaci, i quali così provvedevano a "nutrire" sia il corpo che l'anima.
Perciò il refettorio, come il chiostro e la sala del Capitolo, doveva avere un aspetto solenne ed i monaci erano obbligati a lavarsi le mani prima e dopo i pasti (tale gesto aveva un carattere purificatorio e non solo igienico).
Nelle abbazie esistevano due refettori: uno riservato ai monaci, l'altro ai conversi.
Nell'Abbazia di Fiastra il refettorio dei monaci venne demolito nell'Ottocento per la costruzione della Villa Bandini, mentre quello dei conversi è rimasto ancora intatto. Esso è situato al piano terra di un edificio detto "dei conversi", sul lato sud-occidentale del chiostro. È a pianta rettangolare, (32 m x7 m), con volte a crociera che sono sostenute al centro da sei colonne romane ornate da capitelli dorici e corinzi, costruite con frammenti di pietra provenienti dall'antica Urbs Salvia. Monofore romaniche danno luce al locale rendendolo uno degli ambienti di maggiore suggestione del complesso abbaziale.

### Sala del capitolo

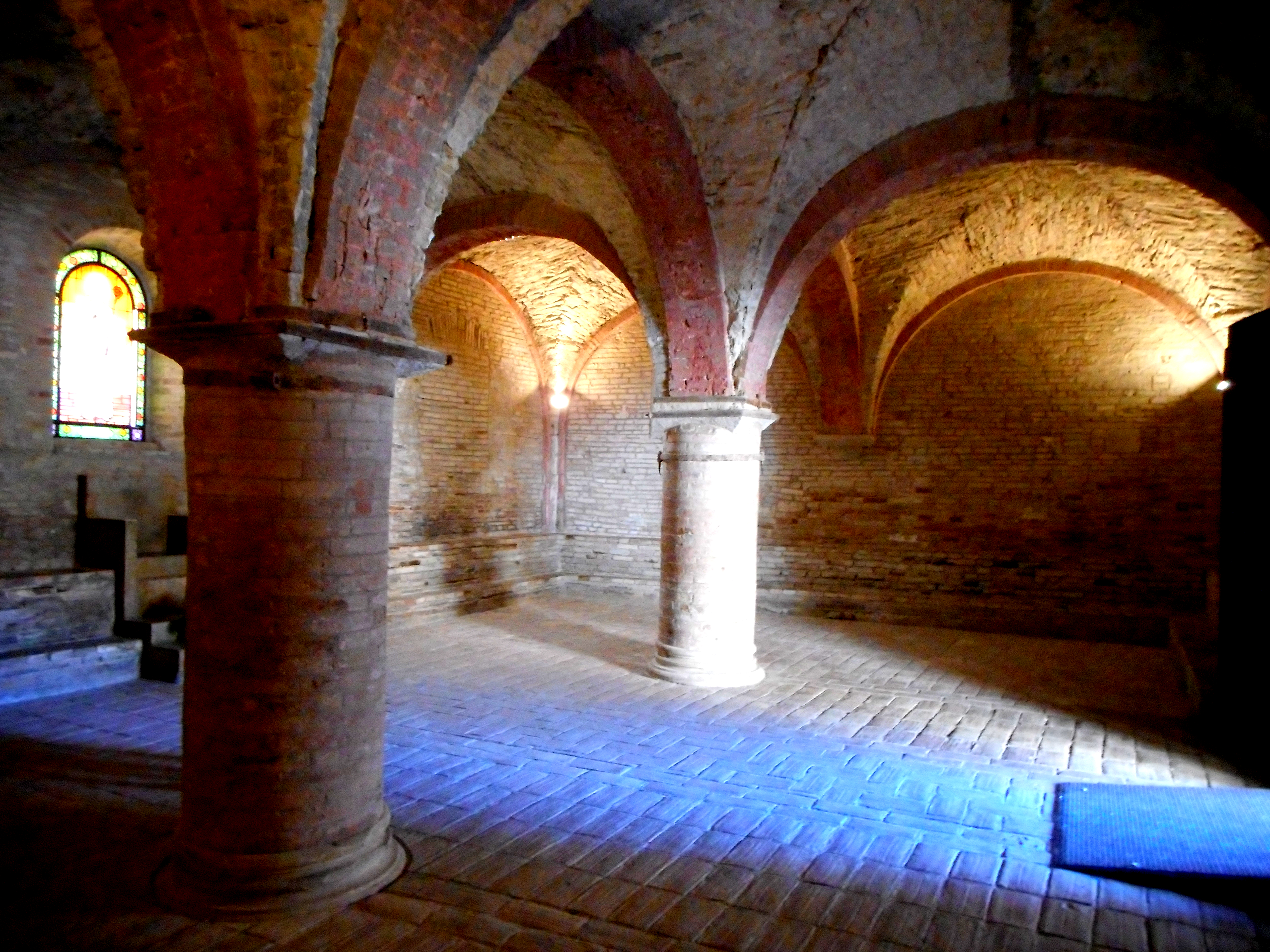
Sala del capitolo

Il luogo più significativo e autorevole del monastero, dopo la chiesa, è la sala del Capitolo, chiamata "sala dell'ascolto dello Spirito". Qui si leggeva ogni giorno un capitolo della Regola di San Benedetto e l'abate istruiva i monaci; si svolgevano il rito penitenziale e la correzione fraterna; i novizi ricevevano l'abito monastico; si prendevano decisioni quotidiane importanti per la vita del monastero; si dava l'estremo saluto ai monaci e sepoltura agli abati. 
A questa sala si accede dal chiostro attraverso un ampio portale romanico ai cui lati vi sono due finestre ad arco, anticamente più ampie, perché da qui i conversi, non potendo entrare nella sala del Capitolo, assistevano alle attività capitolari.
Il piano della sala è di due gradini più basso rispetto a quello del chiostro, poiché qui, simbolicamente, "si scendeva" per la confessione e "si risaliva" purificati. 
La stanza è divisa in sei campate con volte a crociera, sostenute da colonne in laterizio; al centro della parete orientale vi è il seggio dell'abate e davanti una pietra tombale; sulla parete a destra dell'ingresso si trova un'iscrizione a caratteri gotici che riferisce una massima monastica: "Parla poco, odi assai et guarda al fine di ciò che fai".
La scure rappresentata nell'ultima riga ricorda l'opera di bonifica e dissodamento delle terre compiuta dai monaci. Alla sinistra della sala capitolare vi è l'archivio, dove si conservavano i documenti e le pergamene relativi alla storia e all'attività dell'abbazia.

### Cellarium
Il cellarium è un ampio locale, a pianta rettangolare, situato tra la chiesa e l'ingresso del chiostro. Presenta un soffitto ligneo sorretto da arcate che poggiano su pilastri esagonali
Questa stanza veniva usata come magazzino per la conservazione dei prodotti agricoli, degli strumenti da lavoro e di altri oggetti del monastero, sotto la direzione e l'organizzazione di un membro della comunità (cellarius), designato dall'abate. Il lungo corridoio tra il cellarium e il chiostro conduceva alla chiesa, cui si accedeva mediante una porta, ora murata.

### Dormitorio dei conversi
Il dormitorio dei conversi è situato al primo piano dell'abbazia e attualmente è in parte adibito a sala dei convegni, in parte occupato dall'ottocentesco palazzo Bandini. Nella facciata rivolta alla strada si possono ancora notare alcune monofore dell'antico locale.

### Locutorium o auditorium
Il locutorium è una stanza (talvolta due) successiva alla sala capitolare; qui il priore affidava, ogni giorno, il lavoro o le mansioni da svolgere ai monaci (in gergo monastico ricevere l'obbedienza) e qui si poteva comunicare, giacché la Regola prescriveva un rigoroso silenzio: 
(San Bernardo)
Aveva un'uscita verso i campi: da qui i monaci partivano per andare a svolgere il loro lavoro. A fianco del locutorium, attraverso un arco, si accedeva alla scala che saliva al dormitorio dei monaci, il quale occupava interamente il primo piano dell'ala orientale del monastero. Nella parte del dormitorio restaurata sono state riaperte le antiche monofore centinate.

### Calefactorium
L'unico vano riscaldato di tutto il monastero era il calefactorium o "sala del fuoco" (oggi completamente perduto), situato nell'area meridionale del monastero, vicino alle cucine. Nei bracieri e nel camino posto al centro della stanza, ardeva il fuoco che riscaldava i monaci nelle rigide e umide giornate invernali.

### Attività religiosa
(Guglielmo di Saint Thierry)
La vita religiosa dei Cistercensi si fondava sulla spiritualità dell'unione nuziale dell'anima con Cristo e si caratterizzava per una particolare devozione alla Madre di Gesù: tutte le abbazie dell'Ordine furono a Lei dedicate.
I monaci di San Bernardo furono i primi ad attribuire a Maria l'appellativo di Madonna, (dal lat. Domina Nostra, Nostra Signora). I cenobiti avevano scelto questa vita in clausura non per paura del mondo o per trovare una tranquillità individuale e interiore, non per amicizia umana, ma per raggiungere la santità, la "perfezione evangelica", vivendo ogni giorno il motto benedettino "ora et labora". Vivere dentro un monastero significava vivere in un'oasi di pace e carità. Secondo la Regola, la preghiera era il primo dovere dei monaci: persino nel cuore della notte essi silenziosamente si recavano in chiesa, come in altri momenti stabiliti del giorno (otto volte), per il canto corale dell'Ufficio Divino. Secondo la regola di San Benedetto, la vita ascetica dei claustrali era anche caratterizzata dal silenzio ("talora è bene, per amore del silenzio, astenersi dal parlare persino di cose buone"); dall'umiltà e dall'obbedienza; dalla povertà, anche negli abiti, e dalla penitenza ("si osservi in tutto la sobrietà"); dal reciproco servizio ("nessuno cerchi il proprio vantaggio ma quello degli altri").
In tutto tra le "sacre mura" si cercava il colloquio personale con Dio, la gioia e la semplicità della vita in comune, in un'ordinata sequenza di preghiera e contemplazione, di lettura e studio delle Sacre Scritture e delle opere dei Santi Padri, di lavoro manuale, di refezione e sonno. Anche i conversi, secondo modalità differenti, dovevano attenersi a tale ritmo quotidiano dello spirito e della fraternità. Presso l'Abbazia di Fiastra, come nei dintorni di altre abbazie, in un luogo boscoso e solitario, era nascosto il cosiddetto romitorio o "caverna dei monaci", dove i religiosi particolarmente inclini alla mortificazione e alla solitudine dimoravano per tutto il tempo desiderato.

### Lo scriptorium
Pertanto in ogni monastero vi era uno scriptorium dove ogni addetto (scriptor devotus, scriba), sotto la guida di un monaco particolarmente esperto, eseguiva l'ufficium scribendi, un paziente lavoro di trascrizione, miniatura e rilegatura di testi Sacri e di età classica.
Lo scriptorium era una sala spaziosa e luminosa; i tavoli su cui lavoravano gli amanuensi erano collocati nella posizione più idonea a ricevere la luce per interrompere l'opera (opus spirituale) il più tardi possibile. Questa attività si sviluppò anche nell'Abbazia di Fiastra che fu animata da un discreto fervore culturale. Tuttavia di tutte le opere prodotte si sono salvati solo tre codici di elegante fattura, conservati presso la Biblioteca Apostolica Vaticana, e numerose pergamene (carte fiastrensi), custodite presso l'Archivio di Stato di Roma, che offrono un importante contributo per lo studio del volgare italiano e per la conoscenza della civiltà medievale.
L'attuale chiostro è stato ricostruito, dopo la distruzione del 1422, alla fine del XV secolo. Gli edifici abbaziali sono disposti concentricamente intorno ad esso: vi si affacciano la sala del Capitolo, la chiesa, il refettorio e i vari ambienti dove i monaci svolgevano le loro attività artigianali. 
Il chiostro ha un'unica apertura verso l'alto attraverso la quale penetra la luce. Ha forma quadrata ed ampie dimensioni (37 metri per lato); tutt'intorno corre un ambulacro con archi a sesto ribassato, che poggiano su trenta pilastri di forma esagonale, sostenuti da solido basamento. Il cortile centrale, ora pavimentato a mattoni, in origine era coltivato a prato e giardino.
Al centro si nota tuttora il pozzo collegato ad una capiente cisterna per la raccolta dell'acqua piovana, che, resa potabile, era utilizzata per usi alimentari. Solo nel 1476 fu deviato il corso del fiume Fiastra che lambiva il lato destro del chiostro, le cui acque venivano utilizzate per le varie necessità della vita del monastero: cibo, attività domestiche, igiene e smaltimento dei rifiuti.
Tra la sagrestia e la sala del Capitolo vi era la biblioteca, dove erano raccolti e custoditi libri a carattere liturgico, patristico e ascetico-mistico: "Claustrum sine armario est castrum sine armamentario" ("un monastero senza biblioteca è come un esercito senza armi"), diceva una massima benedettina. La direzione della biblioteca era affidata ad un monaco colto, il thesaurarius. Vicino ad essa vi era l'archivio dove erano conservati documenti preziosi per lo studio della storia dell'abbazia. Degli ambienti dello scriptorium, della biblioteca e dell'archivio oggi non rimane nulla, se non l'indicazione di dove erano situati nel complesso originario della struttura abbaziale.
Oltre all'infermeria interna al monastero per l'assistenza ai confratelli malati o infermi, ve n'era un'altra dove venivano curati i pellegrini invalidi o provati dal lungo e faticoso viaggio; era situata accanto alla foresteria, ma in un fabbricato distinto. I vecchi e i malati venivano ospitati in celle appartate e alla loro cura era deputato un monaco competente e sollecito. L'infermeria dell'Abbazia di Fiastra, che si trovava davanti all'ingresso del chiostro, aveva ragguardevoli dimensioni e poteva ospitare decine di malati. Il dovere evangelico di curare e assistere i bisognosi e i sofferenti nel corpo e nell'anima costituiva la ragione e la dimensione più alta dell'attività caritativa e sociale di ogni abbazia. L'origine di molti paesi, infatti, è da ricercarsi in semplici ospedali tenuti dai monaci lungo le principali strade.

### La foresteria

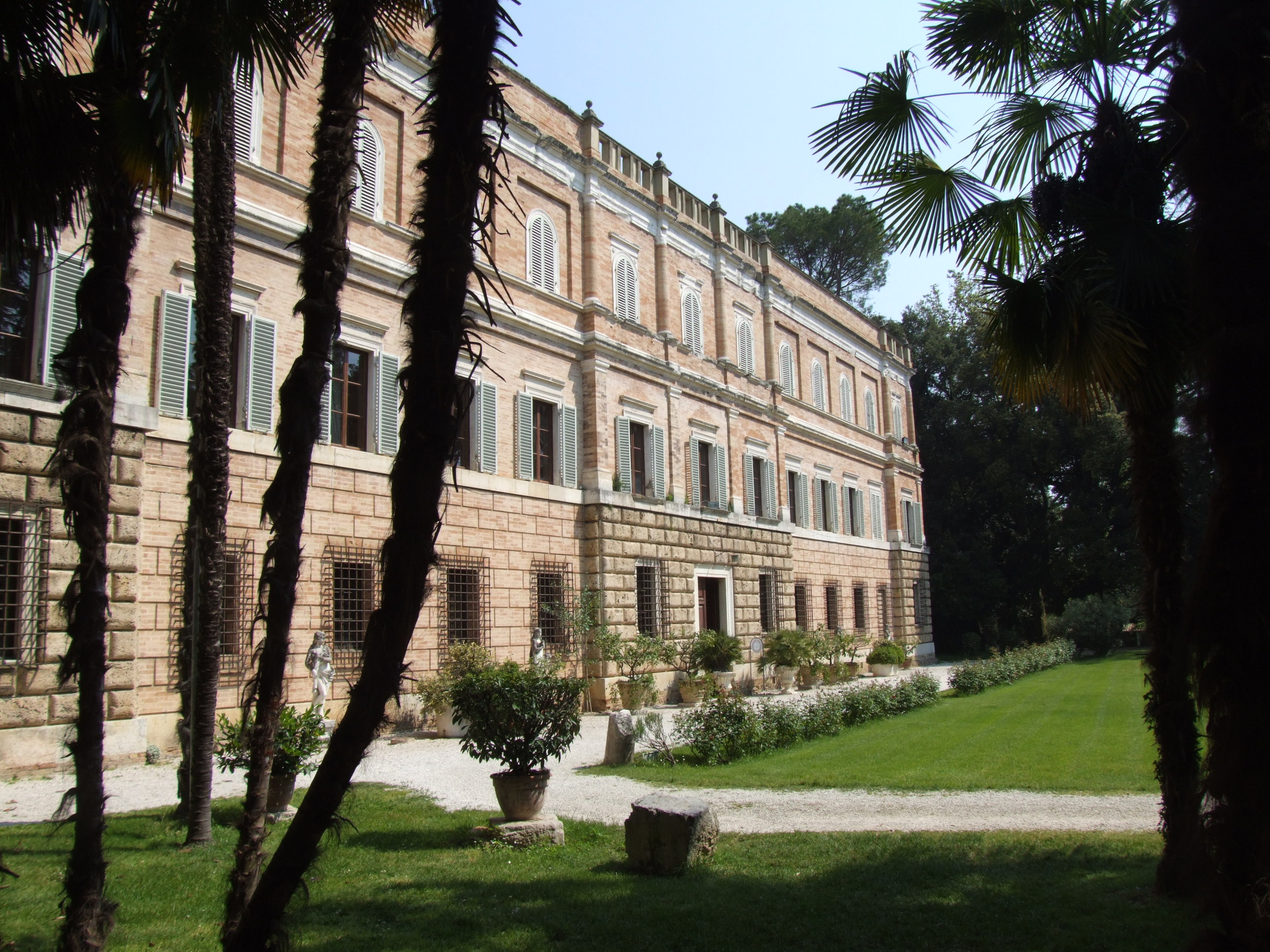
Palazzo Bandini

I cistercensi estesero la loro attività a vasti e molteplici settori della vita umana, per questo le abbazie erano fornite di vari ambienti, quali ad esempio la scuola, la foresteria (ostello), l'infermeria ed altri. Una particolare attenzione veniva riservata ai pellegrini, in quanto i viaggi a quel tempo erano molto rischiosi per la precaria viabilità e per le aggressioni dei briganti. Una volta arrivati all'abbazia, potevano mangiare, dormire ed eventualmente essere medicati e curati. A Fiastra la foresteria si trovava in uno spazioso fabbricato lungo ottanta metri e poteva ospitare più di cento pellegrini; un porticato, collocato al piano terra, fungeva da alloggio per i cavalli durante la sosta.
Secondo la Regola di San Benedetto, i pellegrini dovevano essere trattati come "Cristo in persona" e i monaci, davanti ad essi, si dovevano inchinare e dovevano lavare loro i piedi (umile gesto di fraternità sull'esempio della lavanda dei piedi ai discepoli da parte di Gesù, Maestro di carità). I pellegrini potevano essere ospiti dell'abbazia fino a tre giorni, mentre gli infermi fino alla guarigione.

### Palazzo Bandini
Nei primi anni del XIX secolo, Sigismondo Giustiniani Bandini, fa costruire sul lato sud del chiostro, al posto di parte del dormitorio, la sua residenza in stile neoclassico.
Tale edificio durante il regime mussoliniano fu utilizzato, per volere del Ministero dell'interno dell'Italia, come campo di concentramento e internamento per oppositori del regime e minoranze "nemiche" (Rom, Slavi, Ebrei, Testimoni di Geova,...) col nome di Campo di internamento di Urbisaglia.

### Le grance

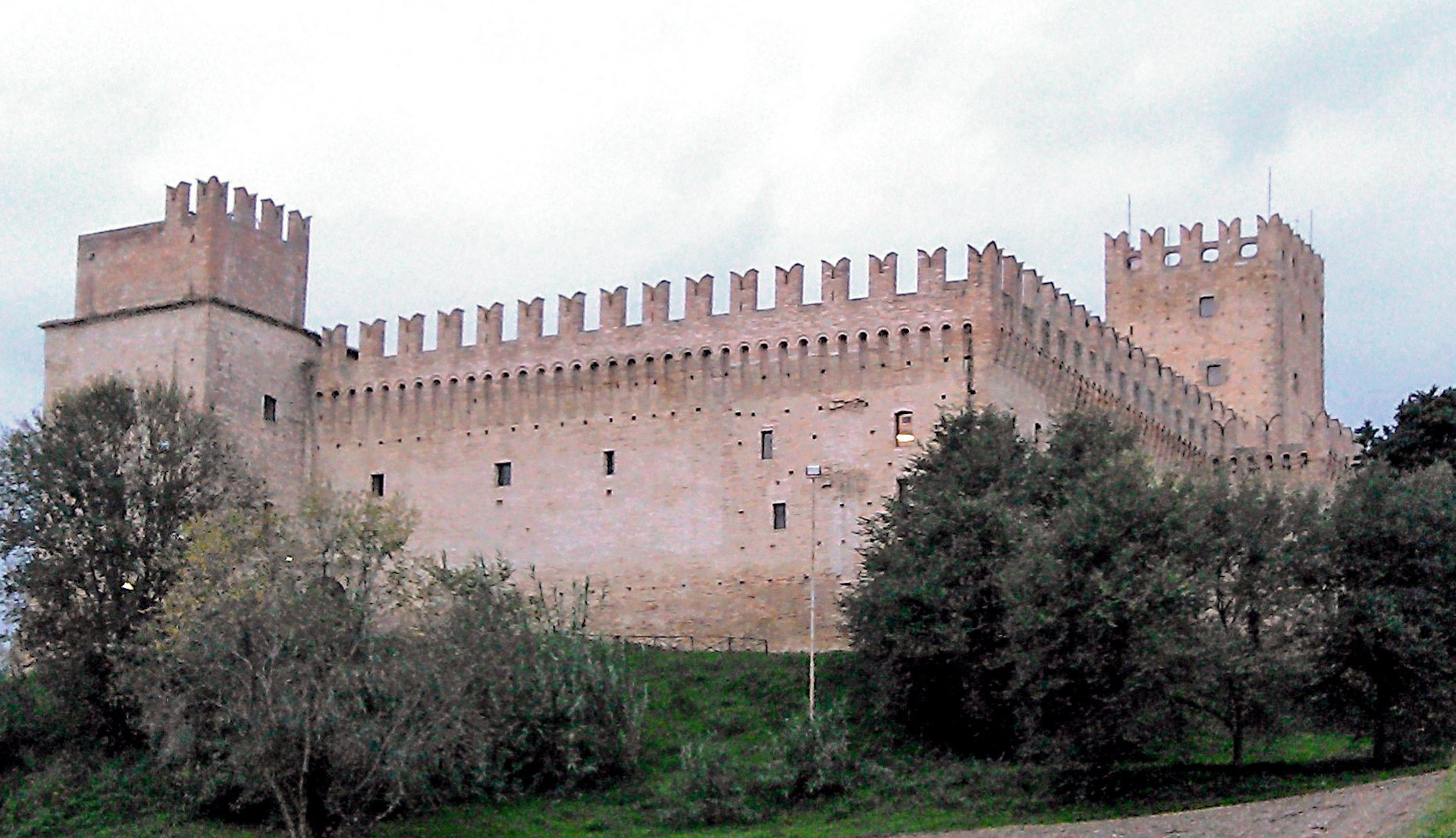
Il Castello della Rancia, parte della grancia di Tolentino

L'Abbazia di Chiaravalle di Fiastra ebbe estesi possedimenti terrieri grazie a donazioni e a lasciti di fedeli e di signori feudali che così speravano di ottenere benefici per la salvezza della propria anima. I territori dell'abbazia furono divisi in fattorie o aziende agrarie chiamate con termine francese grance o rance (dal lat. granica, stanza utilizzata come deposito di grano).
Queste furono sei: la Brancorsina, la grancia di Tolentino dove si erge il castello chiamato "della Rancia", la grancia di S. Maria in Selva, quella di Sarrocciano, quella di Montorso, la più grande e più lontana, ed infine la grancia di Collalto. In questi organismi sociali ed economici la persona di maggior rilievo e responsabilità era il padre cellario (economo) che sovraintendeva a tutte le grance, era il direttore amministrativo di tutti i beni dell'abbazia e aveva alle sue dipendenze i ranciari (fattori) di ogni azienda agraria.

### Funzionamento
La grancia era diretta da monaci conversi che coltivavano i terreni ed erano coadiuvati dai salariati, i quali spesso avevano diritto di affitto fino alla terza generazione, dietro pagamento di una somma iniziale e di un modesto canone annuale.
I conversi concedevano ai salariati piena libertà personale: essi potevano coltivare la terra ricavandone il necessario per vivere decorosamente e formarsi una famiglia. Oltre a lavorare i campi, i Cistercensi si dedicavano all'allevamento degli ovini per la vendita della lana allo stato grezzo o trasformata in tessuti e per ricavarne i loro semplici abiti grigi o bianchi.
In ciascuna fattoria vi erano una piccola chiesa e diversi fabbricati, adibiti a vari usi: le abitazioni del granciere, dei conversi, dei salariati, le stalle per il bestiame, i magazzini per la lavorazione e la conservazione dei prodotti, i locali per gli attrezzi e quelli per le varie attività artigianali.
Gli edifici erano disposti intorno ad un ampio cortile, vicini gli uni agli altri. Grazie alle grance l'abbazia riuscì a penetrare in modo vasto e capillare nel tessuto civile e sociale del territorio. I monaci cistercensi furono artefici di un graduale ma profondo cambiamento morale e culturale: dissodando e bonificando le terre incolte e liberando i contadini dalla servitù della gleba, essi valorizzarono la dignità ed il lavoro dell'uomo contribuendo, anche così, al progresso della società del loro tempo.

### La selva
Se la straordinarietà del complesso abbaziale risulta immediatamente percepibile, lo stesso non può dirsi della selva che si sviluppa nelle sue immediate vicinanze; tuttavia anch'essa è unica e strettamente collegata all'insediamento nella valle della comunità monastica.
Tutto il territorio delle Marche ha subito nel corso dei secoli un'intensa pressione antropica, che ha trasformato completamente il paesaggio eliminando progressivamente, almeno dalla fascia collinare, ogni traccia di ambiente naturale. Oggi tutto il territorio, utilizzato per l'agricoltura, risulta modellato dall'attività dell'uomo, ma non è sempre stato così: nell'Alto Medioevo le foreste coprivano ancora porzioni considerevoli della regione, tuttavia di queste antiche selve non sono rimasti che piccole aree, la più importante delle quali è appunto la selva dell'abbazia di Fiastra.
Nella loro opera di messa a coltura del territorio, infatti, i monaci non dimenticavano di applicare una saggia politica e quindi lasciavano lembi di bosco sia per mantenere una riserva di legname da costruzione, essenziale all'epoca, sia per avere un luogo di eremitaggio in cui ritirarsi a meditare. Tutte queste funzioni erano svolte dalla Selva che fu appunto conservata dai monaci e che poi, grazie ai successivi possessori, si è tramandata nei secoli fino a noi.
Se pur alterato dall'uso che l'uomo ne ha fatto, possiamo oggi ammirare questo esempio delle foreste che originariamente coprivano la parte collinare delle Marche. La Selva è un querceto composto principalmente dal cerro insieme al quale vivono varie specie di acero, l'orniello, il carpino nero, il carpino bianco e, nel sottobosco, molte specie di arbusti tra cui, per la sua rarità nella regione, si può segnalare il carpino orientale.
La sua straordinaria importanza ha fatto sì che nel 1985 la regione Marche, d'accordo con i proprietari, vi istituisse una riserva naturale, la Riserva Naturale Abbazia di Fiastra, con il compito di tutelare e valorizzare questo territorio.

## Galleria d'immagini

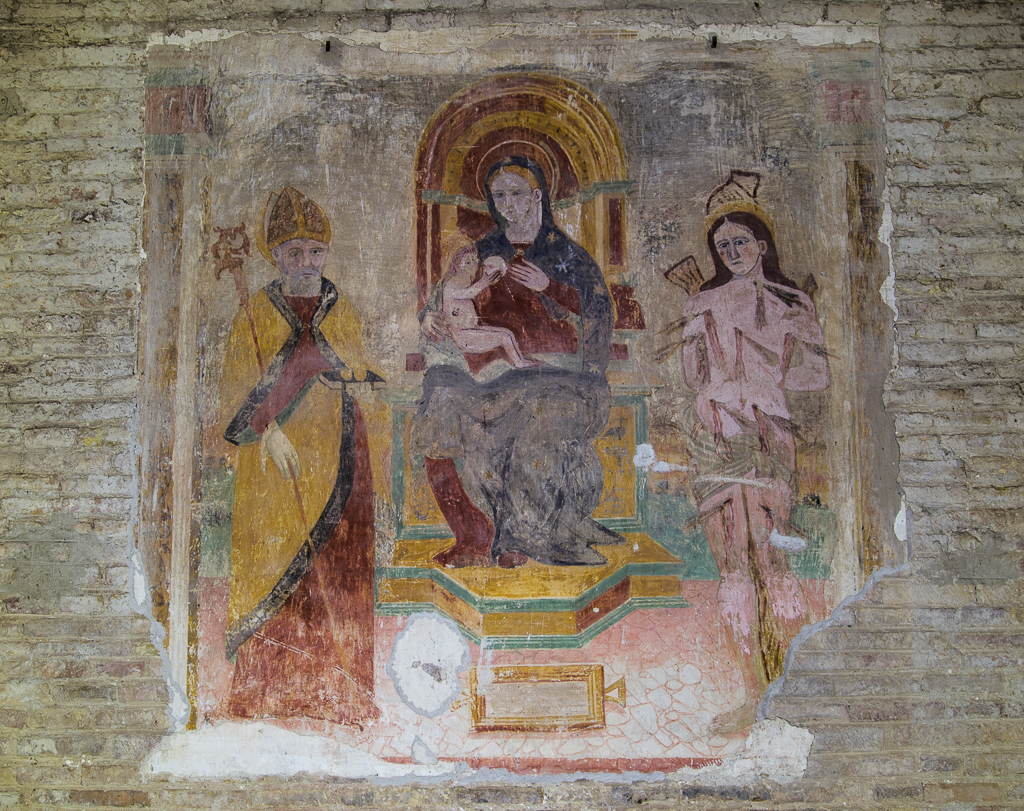
Particolare dell'affresco nella navata destra
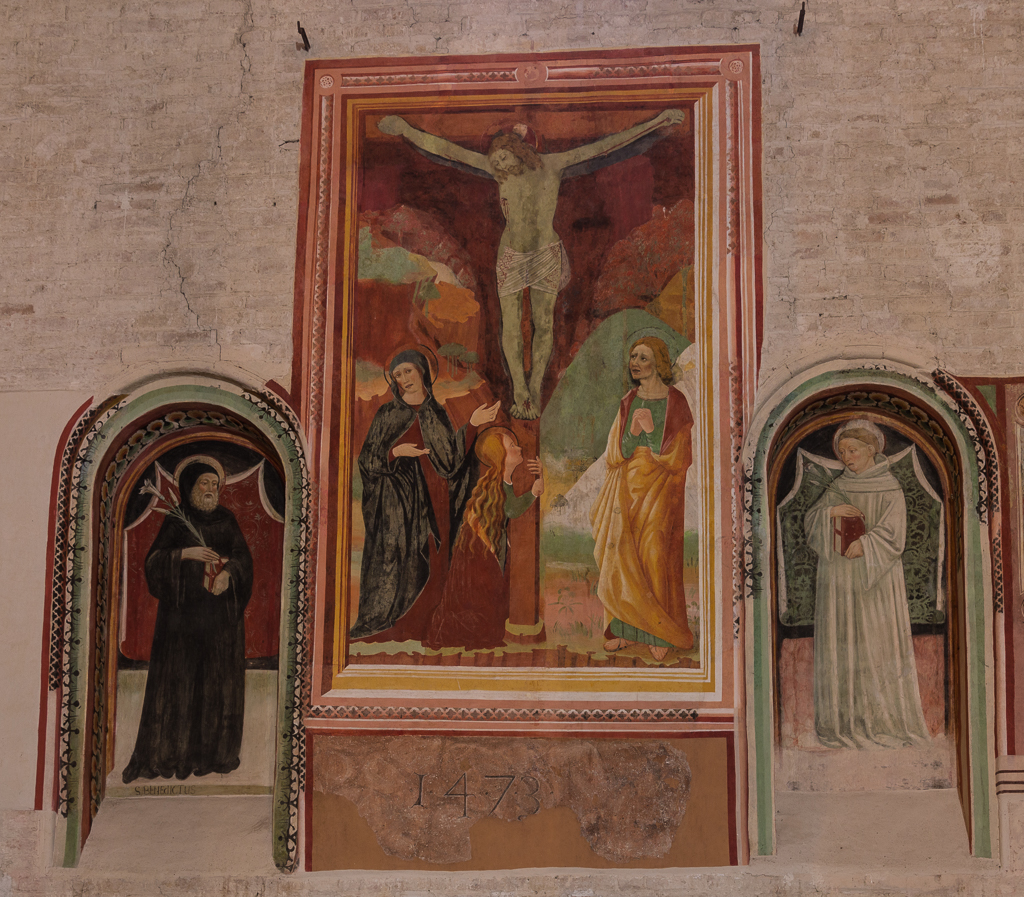
Affresco nell'abside della chiesa
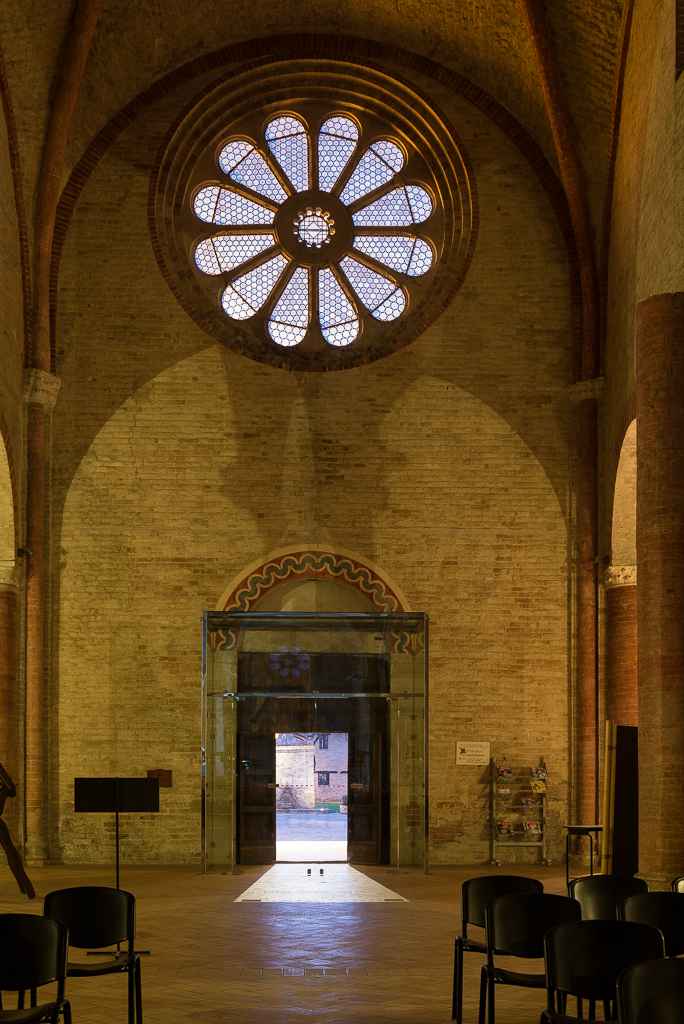
Vista del rosone dall'interno
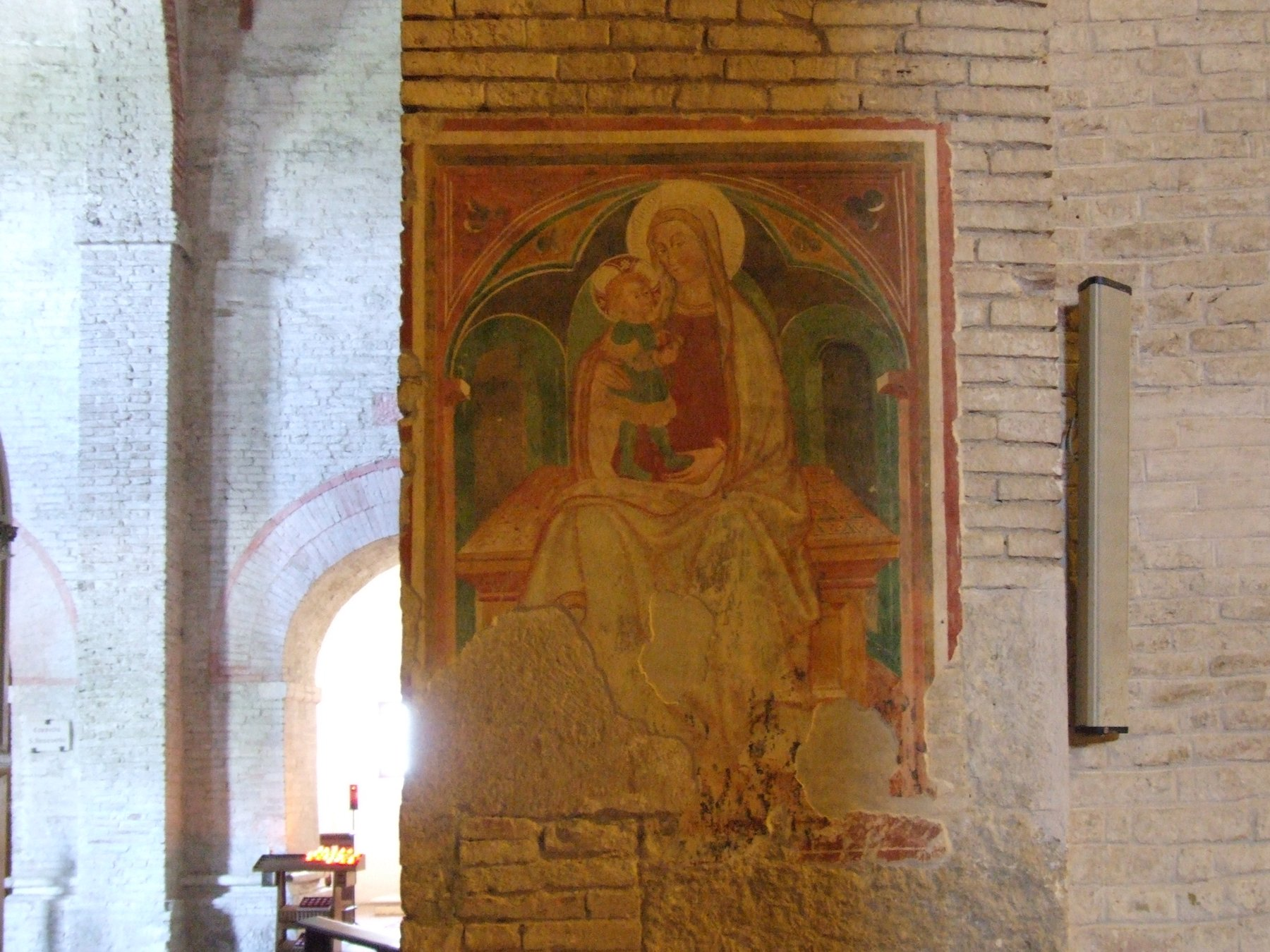
Affresco su una colonna
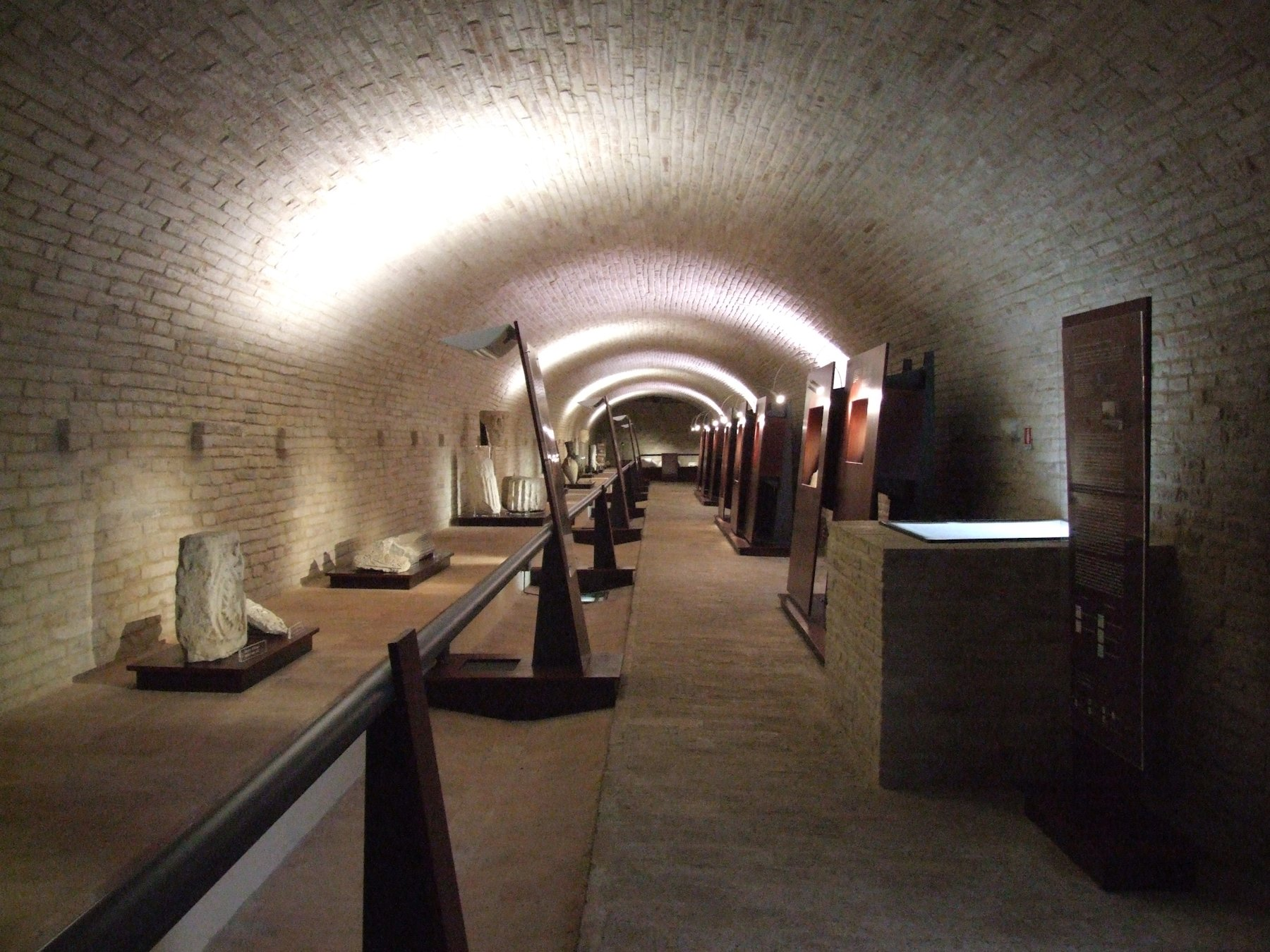
Museo dell'abbadia